# Old Timers (Avonturenpark Hellendoorn)
Old Timers is een rondrit-attractie in het Nederlandse Avonturenpark Hellendoorn. De attractie is gebouwd door Mack Rides en staat in het Entreegebied van het park.

## Geschiedenis
Old Timers werd in 1977 geopend in het park. De attractie volgde een parcours met naast de weg bomen, planten, bloemen en gras. Sinds 2021 is de attractie voorzien van een boerderijthema met nagebouwde huisjes, objecten en animatronics van boerderijdieren die te zien zijn en die interactie hebben met de karretjes. De animatronics werden geleverd door het bedrijf Themebuilders.

## Baaninformatie
Verschillende wagens die eruitzien als T-Ford oldtimers rijden rond over een betonnen weg waarop een ijzeren rail is gemonteerd, die de wagens volgen. Daarin zit ook een sleepcontact om de wagens van stroom te voorzien. 
De wagens rijden ongeveer 6,5 kilometer per uur, en er kunnen 4 personen in een wagen plaatsnemen, in twee rijen van twee. Er is geen minimumleeftijd, en ook geen minimumlengte voor kinderen onder begeleiding van een volwassene; wie er alleen in wil moet 1,20 meter groot zijn.
Afbeeldingen
 · Lijst van attracties